# El Químic Escèptic
El Químic Escèptic, en la versió original The Sceptical Chymist: or Chymico-Physical Doubts & Paradoxes, és un llibre del científic irlandès Robert Boyle (1627-1691), publicat a Londres el 1661, on en forma de diàleg entre diversos personatges, l'autor qüestiona la naturalesa i el nombre de les substàncies químiques reconegudes aleshores com a elements químics. És considerat com l'obra fundacional de la química moderna, un veritable tractat d'epistemologia antiaristotèlica on rebutja ànimes, esperits, ímpetus i altres moviments naturals o antinaturals, com també qualsevol altra concepció metafísica de les forces que regeixen la matèria.

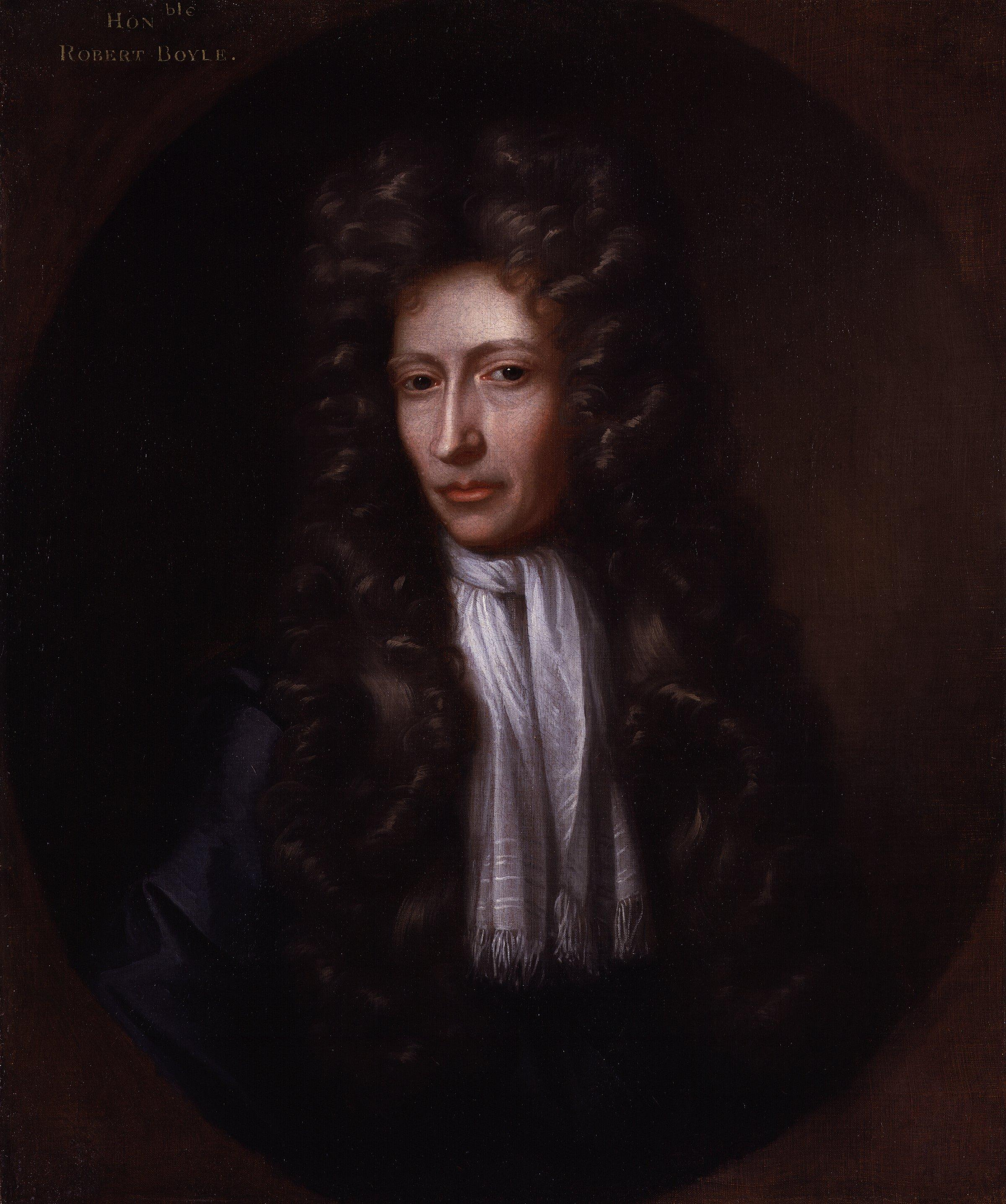
Robert Boyle per Johann Kerseboom

## Personatges
1. Carnèades, és l'amfitrió de la trobada i el personatge escèptic. Carnèades és el nom d'un filòsof grec nascut a Cirene al voltant de l'any 213 aC al nord d'Àfrica (actual Líbia). Fou representant de l'escepticisme moderat. Afirmava que el saber segur és impossible i que cap afirmació és indubtable. Representa les idees del mateix Boyle, considerat el primer químic modern.
2. Filopò, és un alquimista. Joan Filopò o Joan Gramàtic (en llatí Joannes Grammaticus), fou un erudit grec alexandrí, de gran renom que fou un dels homes més laboriosos i estudiosos de segle VII. Filopò era probablement membre de la secta dels triteistes condemnada pel concili de Constantinoble del 681. Representa la teoria dels alquimistes dels tres principis (mercuri, sofre i sal).
3. Temisti, és el personatge seguidor d'Aristòtil. Temisti (vers 317-390) fou un distingit retòric i filòsof grec, anomenat Eufrades (per la seva eloqüència). Representa la teoria dels quatre elements d'Aristòtil (aigua, aire, terra i foc).
4. Eleuteri, és estudiant interessat a descobrir la veritat.
5. Narrador que no és anomenat.

## Contingut
L'obra segueix l'estil del llibre de Galileo Galilei (1564-1642) Diàleg Sobre els Dos Grans Sistemes del Món, publicat el 1632 en italià, vint-i-nou anys abans del llibre de Boyle, on compara els dos sistemes de l'univers, el geocèntric de Claudi Ptolemeu (circa 85 - circa 165) i l'heliocèntric de Nicolau Copèrnic (1473-1543).
Al principi del diàleg l'aristotèlic Temisti i el paracèlsic Filopò afirmen les seves posicions breument i aviat callen. Segueix a continuació un ampli diàleg entre Carnèades i Eleuteri, un estudiant de ment oberta. A la llarga el diàleg es converteix en una conferència de Carneades.
Sobre la identitat dels elements químics, Carnèades té dos arguments. En primer lloc, argumenta, citant molts exemples experimentals, que la teoria dels quatre elements d'Aristòtil i el model de tres principis de Paracels donen explicacions igualment inadequades del que passa quan les substàncies complexes són atacades pel foc o per dissolvents. Boyle, mitjançant Carnèades, mostra que aquests processos sovint generen nous compostos, en lloc dels promesos cossos primitius i simples, sense barreja, prevists pels filòsofs i alquimistes. I que aquests cossos primitius resulten obstinadament difícil d'aconseguir. La seva segona proposta és més especulativa. Boyle creia i confiava provar en el temps, que els constituents últims dels cossos eren àtoms, que es diferencien només en el volum, la forma, la textura i el moviment. Aquesta idea fou suggerida per primera vegada pels antics filòsofs naturals grecs Leucip (segle v aC) i Demòcrit (460 aC-370 aC). El seu successor, Epicur (341 aC-270 aC), la incorporà a una visió materialista del món sense déus, que fou universalment condemnat pels teòlegs cristians. En conseqüència, les teories atomistes foren oblidades durant segles. No obstant això, al voltant de mitjans del segle xvii s'havien imprès les obres dels atomistes grecs clàssics, traduïdes i comentades pels estudiosos com ara l'astrònom francès Pierre Gassendi (1592-1655), malgrat que encara hi havia una considerable hostilitat des del clergat de totes les tendències del cristianisme. Però Boyle, devot cristià que havia finançat les traduccions dels Evangelis en molts idiomes, inclòs el gaèlic i el turc, no veié cap raó perquè una deïtat benigna no podria haver creat un univers atòmic.